# Friedrich Ludwig von Rechteren-Limpurg-Speckfeld
Friedrich Ludwig Christian Graf von Rechteren-Limpurg-Speckfeld (* 9. Januar 1811 in Markt Einersheim; † 23. April 1909 ebenda) war ein deutscher Politiker.

## Leben
Geboren als Sohn des Hauptes des Hauses Rechteren-Limpurg-Speckfeld, Graf Reinhard Friedrich Burkhard von Rechteren-Limpurg-Speckfeld, sowie der Prinzessin Auguste zu Hohenlohe-Kirchberg, Tochter von Christian Friedrich Karl zu Hohenlohe-Kirchberg, studierte Graf Friedrich Ludwig von Rechteren-Limpurg-Speckfeld nach dem Besuch des Erlanger Gymnasiums Rechtswissenschaften in Erlangen, Heidelberg, Würzburg und München. Während seines Studiums wurde er 1830 Mitglied der Burschenschaft Arminia Erlangen und 1831 der Alten Würzburger Burschenschaft. Wegen der Teilnahme an einem Duell erhielt er in Würzburg das Consilium abeundi. Nach seinem Studium wurde er Gutsbesitzer in Markt Einersheim und 1843 erblicher Reichsrat der Krone Bayern. Er gehörte der Ersten Kammer der Reichsräte Bayerns an. Er erhielt das Prädikat Durchlaucht und war in den 1840er Jahren Generalmajor der Landwehr und Kreiskommandant von Unterfranken und Aschaffenburg. 1840 heiratete er Gräfin Luitgarde zu Erbach-Fürstenau (1817–1897), Tochter von Albrecht zu Erbach-Fürstenau. Das Ehepaar bekam einen Sohn und drei Töchter.

## Ehrungen
- 1880: Verdienstorden der Bayerischen Krone, Großkreuz
- 1888: Königlich-Bayerischer Haus-Ritter-Orden vom Heiligen Hubertus, Kapitular